# Jarrón con flores
Un Jarrón con flores es una pintura floral del año 1716 realizada por la pintora holandesa Margaretha Haverman . Se encuentra en la colección del Museo Metropolitano de Arte en Nueva York.

## Adquisición
Esta obra fue adquirida como parte de la primera compra realizada en 1871 de 174 pinturas en Europa por William T. Blodgett, uno de los donantes y los fideicomisarios iniciales del museo. Está firmado y fechado por «Margareta Haverman fecit / A 1716» . Poco se sabe de Haverman aparte de la reseña biográfica en la obra de Jan van Gool. El otro único trabajo firmado por ella está en el Statens Museum for Kunst. En 1997 Delia Gaze comentó que esta obra se vendió por 2.100 francos al MET y su pendant (ahora perdido) fue vendido por 2.050 francos. Blodgett debe ser el responsable de la inversión en el arte de una mujer, incluso aunque fuera él quien perdiera el otro cuadro. Los curadores posteriores también deben ser responsables con el mantenimiento de la compra de esta colección de pinturas ya que únicamente la mitad de las 174 pinturas están todavía en la colección.

## Descripción e interpretación

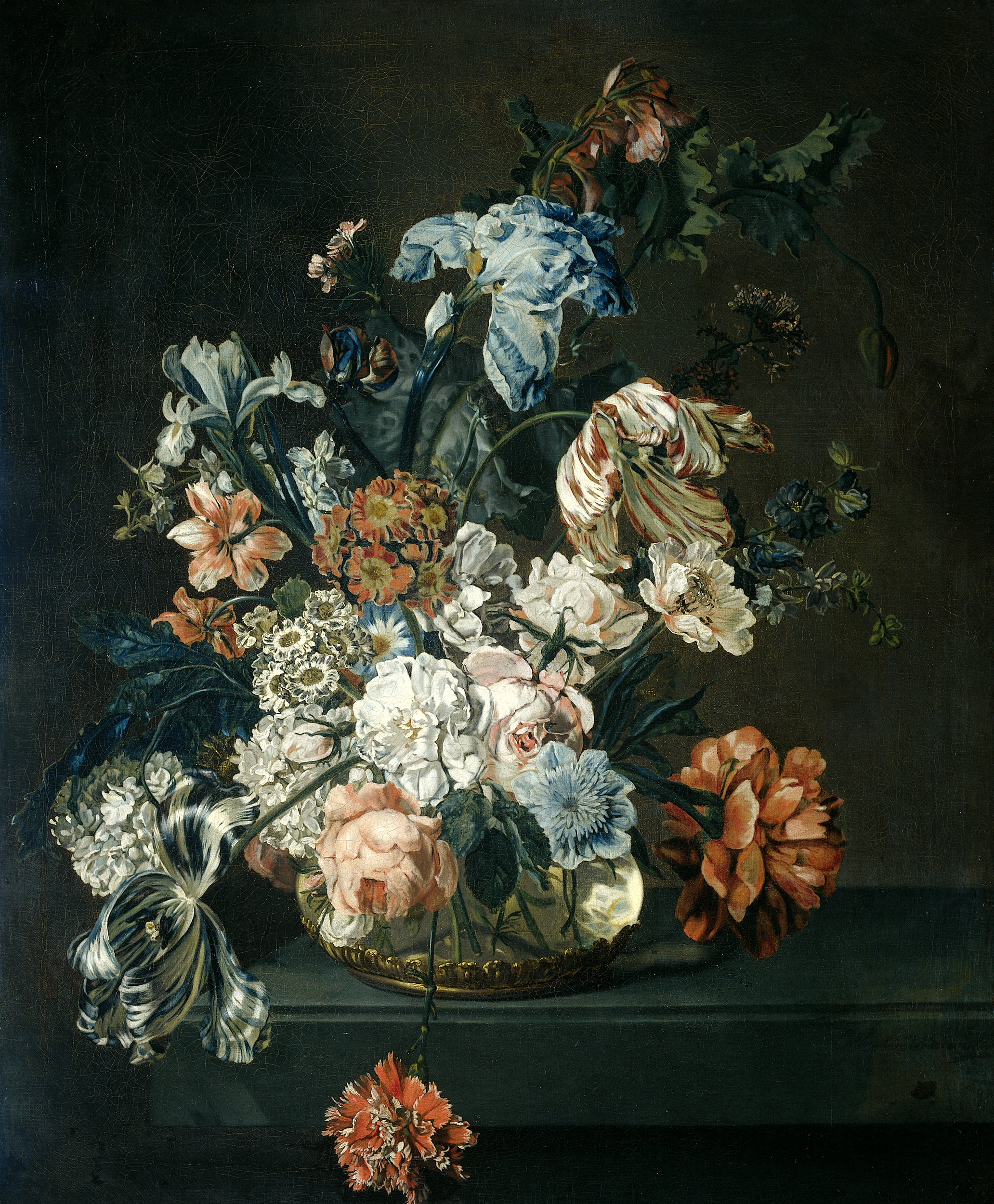
Nombre del archivo:Cornelia van der Mijn - Naturaleza muerta de flores.jpg
Licencia:Public domain
Fecha:1762date QS:P571,+1762-00-00T00:00:00Z/9
Autora:Cornelia van der Mijn
Categorías:1760s paintings of flowers, 1760s still-life paintings, 1762 oil on canvas paintings, 18th-century still-life paintings of flowers in glass vases, Cornelia van der Mijn, Dutch 18th-century paintings in the Rijksmuseum Amsterdam

El trabajo muestra flores de Rosa x centifolia, Dianthus, la Alcea rosea , calendula officinalis, passiflora, prímula, amapola, tulipán, nomeolvides, frutas de durazno y uva, y diversos insectos como una mariposa, mosca, hormigas y un caracol. El jarrón es un objeto que muestra un relieve en barroco.
La pintura sigue con la tradición de la flor holandesa y flamenca todavía en pinturas que muestran las flores en un florero con los insectos en vida. Este tema fue muy popular entre las mujeres pintoras holandesas de la época de Haverman con cuyas obras se habría estado familiarizado, como lo demuestra la firma falsificada de Rachel Ruysch en una pintura de Ottmar Elliger de las populares flores en un florero en una repisa con los insectos . Esta pintura había estado en la famosa colección de Josephus Augustinus Brentano y más tarde fue comprada por Adriaan van der Hoop como realizada por Ruysch.
Posibles seguidores de su técnica fueroon Francina Margaretha van Huysum y Cornelia van der Mijn, cuya coloración verde parece haberse desvanecido a azul en la misma forma que las pinturas de Backer y Haverman. Esta decoloración es posiblemente debido al uso de un pigmento desteñido de laca de color amarillo.